# Заповіт Петра I
«Заповіт Петра Великого» (фр. Le Testament de Pierre le Grand) — белетризований текст, який визначає напрямки зовнішньої політики Росії з часів Петра I. Перші публікації подавали його як переказ реального документу, нібито укладеному особисто Петром I, проте назву і форму заповіту він набув лише в пізніх редакціях.
Дослідники вважають «Заповіт» публіцистичною містифікацією або ж прямою фальсифікацією, оприлюдненою з політичною метою.

## «Система Петра Великого»

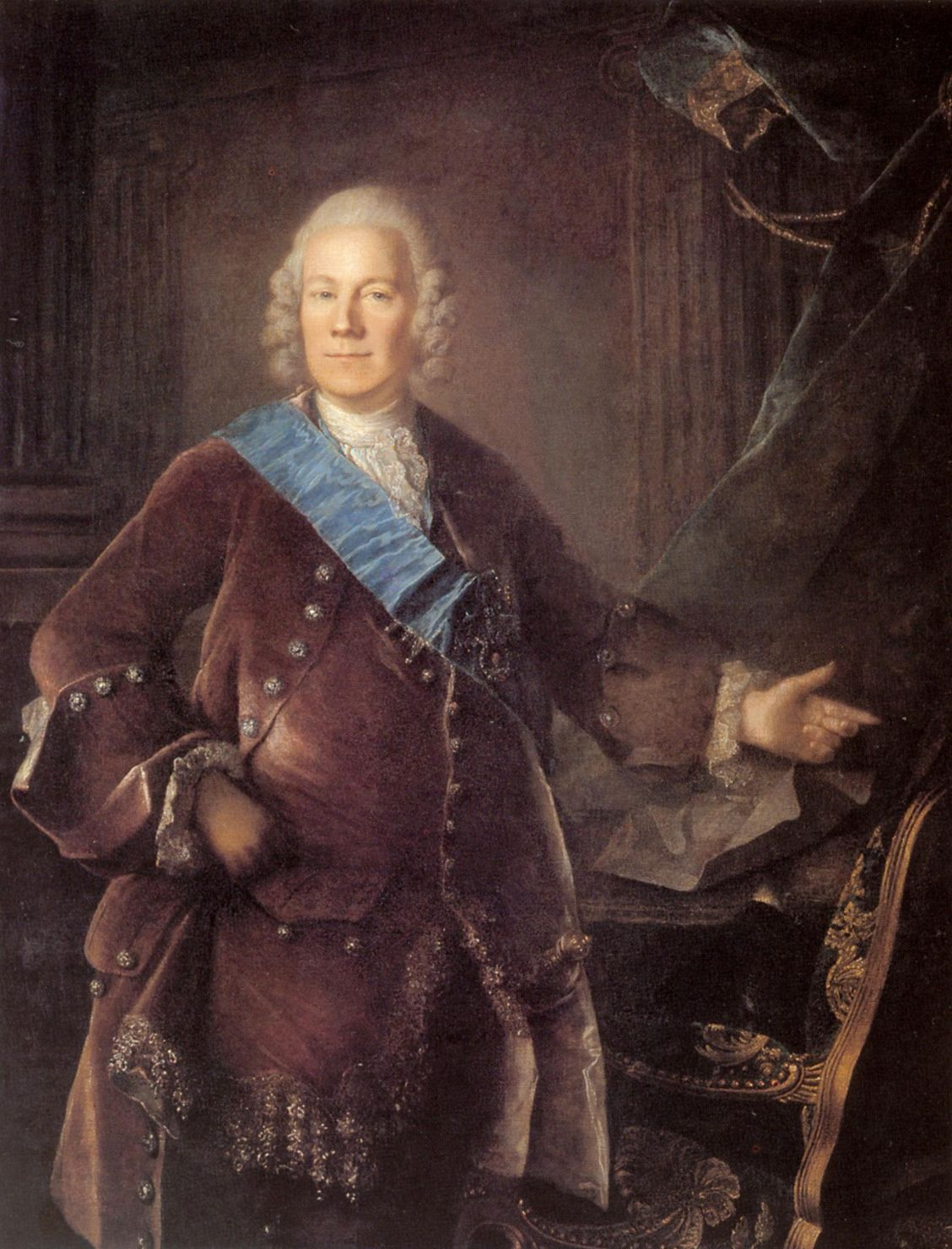
Олексій Бестужев-Рюмін

«Системою Петра Великого» називалася зовнішньополітична доктрина Російської імперії, сформульована її канцлером Олексієм Бестужевим-Рюміним після призначення його на посаду в 1744 році. Щоб додати своїм пропозиціям більшої ваги та в сподіванні здобути підтримку імператриці Єлизавети, доньки Петра I, він надав їм ім'я імператора, який помер майже за двадцять років до того. При цьому канцлер переконував, що його доктрина і справді відповідала намірам та настановам Петра I.
Метою зовнішньої політики Росії Бестужев-Рюмін визначив панування над Європою за допомогою використання в її інтересах міжнародної кон'юнктури.
Досягти мети він планував за допомогою союзу з «морськими» державами, Британією та Нідерландами, утримання якнайкращих взаємин з Австрією (принаймні публічного), активне втручання у внутрішньонімецькі справи, зокрема для стримування амбіцій Пруссії, та посилення контролю над Річчю Посполитою.
Вочевидь, саме ця доктрина, або один з її варіантів і став основою пізніших публікацій.

## Варіанти «Заповіту»
За версією Фредеріка Гаярде папери, що містили таємні плани російського уряду, були викрадені в архіві Єлизавети у 1757 році знаменитим французьким авантюристом шевальє д'Еоном і опинилися в руках французького двору.

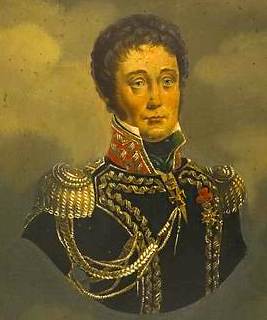
Міхал Сокольницький

Орест Субтельний висловлював припущення, що принаймні деякі пункти, що говорили про далекосяжні зовнішньополітичні плани Росії, могли міститися і в документах петровської доби і опинилися вже в 1706 у посланців князя Ференца II Ракоці Яноша Папая і Ференца Хорвата; згодом ця ідея в пропагандистських цілях була підхоплена спочатку Пилипом Орликом (який дізнався про неї в 1710 році від іншого трансільванського дипломата Мате Талаби), а потім його сином Григором; через них як безпосередньо (Григор Орлик був дипломатом та військовим на французькій службі), так і через польську еміграцію (копії паперів Орлика-старшого після його смерті потрапили до знаменитого архіву князів Чарторийських) концепція стала відомою у Парижі.
В обох версіях документи потрапили до рук польського генерала-емігранта Міхала Сокольницького, який використав їх під час підготовки власного меморандуму 1797 року на адресу французької Директорії.

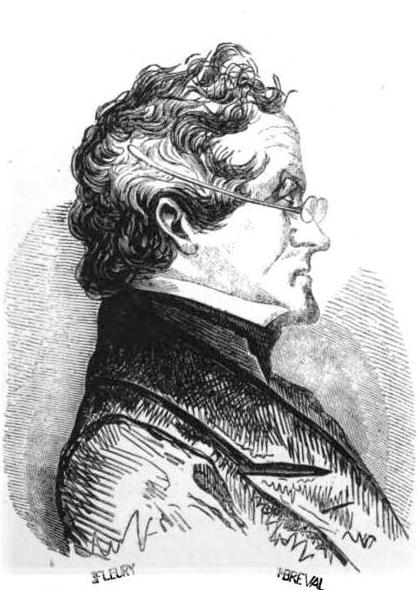
Шарль-Луї Лезюр

Із меморандумом Сокольницького вочевидь був знайомий і французький публіцист Шарль-Луї Лезюр, який першим повідомив про існування «таємного плану» і оприлюднив його фрагментм у грудні 1812 року, вже під час війни Наполеона з Росією, у книзі «Про зростання російського могутності від початку і до ХІХ століття».
Декілька згадок «заповіту Петра» з'явилися після польського повстання 1830 року.
Сама назва «Заповіт» ніде не фігурувала до 1826 року, коли вийшов німецький переклад твору Лезюра. У попередніх версіях тексту йшлося про «плани», «таємні мемуари» та «проекти».
Повністю «Заповіт» опубліковано Гайярде лише 1836 року. Проте між переказом 1812 року й текстом 1836 року є низку істотних відмінностей. Документ, під назвою «Копія плану європейського панування», був багаторазово перевиданий у різних книгах; він був використаний для критики імперської політики Миколи I
Текст активно використовувалаи у пропагандистських цілях під час Кримської війни. Після публікації тексту Гайярді «Заповіт» продовжував видозмінюватися, редакція 1870-х років повідомляв про експансіоністські задуми Росії щодо Японії. У 1910-ті роки особлива редакція «Заповіти Петра Великого» з'явилася в Ірані перською мовою. Ще один сплеск інтересу до «Заповіту» був пов'язаний зі світовою війною 1914—1918.
У самій Росії її вперше документ згадав Г. Беркхольц. У своїй брошурі (Рига, 1859, пізніше 1863) він оголосив документ фальсифікацією, зробленою на замовлення Наполеона або навіть їм особисто. Радянська історіографія відносила «Заповіт» до 1757 року і пов'язувала його з особою тодійшнього французького посланця в Росії Шетарді чи вже згаданого шевальє д'Еона.

## Короткий зміст
Програма дій спадкоємців імператора, згідно з «Заповітом», містила 14 основних пунктів і починалася словами: «В ім'я святої та нероздільної Трійці, ми, Петро, імператор і самодержець всеросійський, усім нашим нащадкам і наступникам на престолі та уряду російської нації». Далі за пунктами перераховувалися приписи:    
1. Підтримувати російський народ у стані безперервної війни, щоб солдат був загартований у бою і не знав відпочинку: давати йому спокій тільки для поліпшення фінансів держави, для перебудови армії і для того, щоб почекати зручний для нападу час. Таким чином, користуватися світом для війни і війною для миру на користь розширення меж і зростаючого благоденства Росії.    
2. Викликати всілякими засобами із найбільш освічених країн воєначальників під час війни та вчених під час миру для того, щоб російський народ міг скористатися вигодами інших країн, нічого не втрачаючи зі своїх власних.    
3. При всякому разі втручатися у справи та чвари Європи, особливо Німеччини, яка, як найближча, становить безпосередній інтерес.     
4. Розділяти Польщу, підтримуючи в ній смути та постійні розбрати, сильних залучати на свій бік золотом, впливати на сейми, підкуповувати їх для того, щоб мати вплив на вибори королів, проводити на цих виборах своїх прихильників, надавати їм заступництво, вводити туди російські війська та тимчасово залишати їх там, доки не настане нагоди залишити їх там остаточно. Якщо ж сусідні держави створюватимуть труднощі, то їх заспокоюватиме тимчасовим роздробленням країни, доки не можна буде відібрати назад те, що їм було дано.     
5. Робити можливо великі захоплення у Швеції та провокувати її на напади, щоб був привід для її захоплення. Для цього розірвати всі зв'язки Данії та Швеції та постійно нацьковувати їх.     6. Всім російським імператорам одружуватися тільки з німецькими принцесами.     
7. Англія: домагатися усілякого союзу.    
8. Просуватися на північ до Балтики та на південь до Чорного моря.     
9. Якомога ближче присуватися до Константинополя та Індії (хто володіє ними - буде володарем світу). З цією метою провокувати постійні війни проти Туреччини та Персії, засновувати верфі на Чорному морі, поступово опановувати як це море, так і Балтійське, бо вони потрібні для здійснення плану — підкорити Персію, дійти до Перської затоки, відновити, якщо можливо, давню левантійську торгівлю. через Сирію і досягти Індії як світового складального пункту. Після оволодіння нею можна обійтися без англійського золота.    
10.  Австрія: відкрито підтримувати союз, але потай провокувати проти неї недоброзичливість, кінцева мета - встановити над нею протекторат Росії.     
11. Разом із Австрією тіснити турків.     
12. Проголосити себе захисником православних у Речі Посполитій, Угорщині та Османській імперії з метою подальшого підпорядкування цих держав.     
13. Коли будуть розбиті Швеція, Персія, Польща, Туреччина та Австрія, армії з'єднані, а Чорне та Балтійське моря охоронятимуться флотом, тоді пропонується в особливій секретності запропонувати спочатку Франції (у тексті — «Версальському двору»), а потім Німеччини (у тексті — «Віденському двору») розділити сфери впливу у світі. Якщо хтось із них прийме пропозицію (а це неминуче трапиться) — знищити спочатку супротивника, що залишився, а потім вцілілого. Результат боротьби буде вирішений, оскільки Росія на той час вже матиме весь Схід і здебільшого Європу.     
14. Якщо обидва відмовляться від пропозиції, між ними треба розв'язати війну і виснажити їх обох. Після цього Росія має відправити сухопутні війська до Німеччини, а флоти з Азовського моря та Архангельська до Середземного моря та Атлантики відповідно. Це ізолює Францію та Німеччину і прискорить їхню капітуляцію, а після цього Європа буде де-факто завойована. 
Таким чином, «Заповіт» наказує наступникам Петра вести безперервні воєнні дії, шляхом воєн та дипломатичних інтриг підкорити собі всю Європу, розділити Польщу, нейтралізувати Туреччину та завоювати Індію, добившись таким чином повної євразійської гегемонії. Частина статей «заповіту» Петра на момент появи фальсифікації вже «здійснилися» (наприклад, династичні союзи з німецькими державами, активне залучення культурного досвіду Заходу, розширення виходу до Чорного моря і поділ Польщі), що й надавало більшої переконливості решті «планів».